# Honda Indy Toronto
Honda Indy Toronto (no Brasil: Grande Prêmio de Toronto) foi disputado pela primeira vez pela extinta USAC. A prova fez parte da Champ Car entre 1986 e 2007, último ano da categoria antes da unificação com a IRL. Em 2009 a prova passou a fazer parte do calendário da IndyCar Series. A prova é realizada no circuito montado nas ruas da cidade de Toronto.
É a segunda corrida de rua mais longa da IndyCar, atrás apenas do Grande Prêmio de Long Beach e é a terceira corrida mais antiga do calendário atual (empatada com Mid-Ohio 200) em termos de número de corridas. ]

## Vencedores

### USAC (Mosport Park)
| Ano                      | Data        | Vencedor     | Chassis  | Motor        |
| ------------------------ | ----------- | ------------ | -------- | ------------ |
| 1967                     | 1 de Julho  | Bobby Unser  | Eagle    | Ford         |
| 1968                     | 15 de Junho | Dan Gurney   | Eagle    | Weslake-Ford |
| Não houve de 1969 a 1976 |             |              |          |              |
| 1977                     | 3 de Julho  | A.J. Foyt    | Coyote   | Foyt         |
| 1978                     | 11 de Junho | Danny Ongais | Parnelli | Cosworth     |

### CART/Champ Car/IndyCar
| Ano                                                            | Data        | Vencedor           | Equipe       | Chassis | Motor           | Detalhes |
| -------------------------------------------------------------- | ----------- | ------------------ | ------------ | ------- | --------------- | -------- |
| 1986                                                           | 20 de Julho | Bobby Rahal        | Truesports   | March   | Cosworth        | Detalhes |
| 1987                                                           | 19 de Julho | Emerson Fittipaldi | Patrick      | March   | Chevrolet-Ilmor | Detalhes |
| 1988                                                           | 17 de Julho | Al Unser Jr.       | Galles       | March   | Chevrolet-Ilmor | Detalhes |
| 1989                                                           | 23 de Julho | Michael Andretti   | Newman-Haas  | Lola    | Chevrolet-Ilmor | Detalhes |
| 1990                                                           | 22 de Julho | Al Unser Jr.       | Galles       | Lola    | Chevrolet-Ilmor | Detalhes |
| 1991                                                           | 21 de Julho | Michael Andretti   | Newman-Haas  | Lola    | Chevrolet-Ilmor | Detalhes |
| 1992                                                           | 19 de Julho | Michael Andretti   | Newman-Haas  | Lola    | Ford-Cosworth   | Detalhes |
| 1993                                                           | 18 de Julho | Paul Tracy         | Penske       | Penske  | Chevrolet-Ilmor | Detalhes |
| 1994                                                           | 17 de Julho | Michael Andretti   | Chip Ganassi | Reynard | Ford-Cosworth   | Detalhes |
| 1995                                                           | 16 de Julho | Michael Andretti   | Newman-Haas  | Lola    | Ford-Cosworth   | Detalhes |
| 1996                                                           | 14 de Julho | Adrian Fernandez   | Tasman       | Lola    | Honda           | Detalhes |
| 1997                                                           | 20 de Julho | Mark Blundell      | PacWest      | Reynard | Mercedes-Benz   | Detalhes |
| 1998                                                           | 19 de Julho | Alessandro Zanardi | Chip Ganassi | Reynard | Honda           | Detalhes |
| 1999                                                           | 18 de Julho | Dario Franchitti   | Green        | Reynard | Honda           | Detalhes |
| 2000                                                           | 16 de Julho | Michael Andretti   | Newman-Haas  | Lola    | Ford-Cosworth   | Detalhes |
| 2001                                                           | 15 de Julho | Michael Andretti   | Green        | Reynard | Honda           | Detalhes |
| 2002                                                           | 7 de Julho  | Cristiano da Matta | Newman-Haas  | Lola    | Toyota          | Detalhes |
| 2003                                                           | 13 de Julho | Paul Tracy         | Forsythe     | Lola    | Ford-Cosworth   | Detalhes |
| 2004                                                           | 11 de Julho | Sébastien Bourdais | Newman-Haas  | Lola    | Ford-Cosworth   | Detalhes |
| 2005                                                           | 10 de Julho | Justin Wilson      | RuSPORT      | Lola    | Ford-Cosworth   | Detalhes |
| 2006                                                           | 9 de Julho  | A. J. Allmendinger | Forsythe     | Lola    | Ford-Cosworth   | Detalhes |
| 2007                                                           | 8 de Julho  | Will Power         | Walker       | Panoz   | Cosworth        | Detalhes |
| Não houve em 2008 após a reunificação com a Indy Racing League |             |                    |              |         |                 |          |

### IndyCar Series
| Ano  | Data         | Vencedor                                         | Equipe                                           | Chassis                                          | Motor                                            | Detalhes                                         |
| ---- | ------------ | ------------------------------------------------ | ------------------------------------------------ | ------------------------------------------------ | ------------------------------------------------ | ------------------------------------------------ |
| 2009 | 12 de Julho  | Dario Franchitti                                 | Chip Ganassi Racing                              | Dallara                                          | Honda                                            | Detalhes                                         |
| 2010 | 18 de Julho  | Will Power                                       | Team Penske                                      | Dallara                                          | Honda                                            | Detalhes                                         |
| 2011 | 10 de Julho  | Dario Franchitti                                 | Chip Ganassi Racing                              | Dallara                                          | Honda                                            | Detalhes                                         |
| 2012 | 8 de Julho   | Ryan Hunter-Reay                                 | Andretti Autosport                               | Dallara                                          | Chevrolet                                        | Detalhes                                         |
| 2013 | 13 de Julho  | Scott Dixon                                      | Chip Ganassi Racing                              | Dallara                                          | Honda                                            | Detalhes                                         |
| 2013 | 14 de Julho  | Scott Dixon                                      | Chip Ganassi Racing                              | Dallara                                          | Honda                                            | Detalhes                                         |
| 2014 | 20 de Julho1 | Sébastien Bourdais                               | KV Racing Technology                             | Dallara                                          | Chevrolet                                        | Detalhes                                         |
| 2014 | 20 de Julho  | Mike Conway                                      | Ed Carpenter Racing                              | Dallara                                          | Chevrolet                                        | Detalhes                                         |
| 2015 | 14 de Junho  | Josef Newgarden                                  | CFH Racing                                       | Dallara                                          | Chevrolet                                        | Detalhes                                         |
| 2016 | 17 de Julho  | Will Power                                       | Team Penske                                      | Dallara                                          | Chevrolet                                        | Detalhes                                         |
| 2017 | 16 de Julho  | Josef Newgarden                                  | CFH Racing                                       | Dallara                                          | Chevrolet                                        | Detalhes                                         |
| 2018 | 15 de Julho  | Scott Dixon                                      | Chip Ganassi Racing                              | Dallara                                          | Honda                                            | Detalhes                                         |
| 2019 | 14 de Julho  | Simon Pagenaud                                   | Team Penske                                      | Dallara                                          | Chevrolet                                        | Detalhes                                         |
| 2020 | 12 de Julho  | Corrida cancelada devido a pandemia de COVID-19. | Corrida cancelada devido a pandemia de COVID-19. | Corrida cancelada devido a pandemia de COVID-19. | Corrida cancelada devido a pandemia de COVID-19. | Corrida cancelada devido a pandemia de COVID-19. |
| 2021 | 11 de Julho  | Corrida cancelada devido a pandemia de COVID-19. | Corrida cancelada devido a pandemia de COVID-19. | Corrida cancelada devido a pandemia de COVID-19. | Corrida cancelada devido a pandemia de COVID-19. | Corrida cancelada devido a pandemia de COVID-19. |
| 2022 | 17 de Julho  | Scott Dixon                                      | Chip Ganassi Racing                              | Dallara                                          | Honda                                            | Detalhes                                         |
| 2023 | 16 de Julho  | Christian Lundgaard                              | Rahal Letterman Lanigan Racing                   | Dallara                                          | Honda                                            | Detalhes                                         |